# دومین جنگ داخلی سودان
دومین جنگ داخلی سودان در ۱۹۸۳ آغاز شد گرچه ادامهٔ اولین جنگ داخلی سودان از ۱۹۵۵ تا ۱۹۷۲ است. صحنه این جنگ اکثراً در جنوب سودان بود و یکی از طولانی‌ترین و خونین‌ترین جنگ‌های قرن بیستم به‌شمار می‌آید. از آغاز جنگ، ۱٫۹ میلیون نفر از غیرنظامیان در جنوب سودان کشته شدند و ۴ میلیون نفر بی‌خانمان شدند. آمار کشته‌های غیرنظامی جنگ یکی از بیشترین آمارهای تاریخ جهان پس از جنگ جهانی دوم است.
این جنگ در ژانویه ۲۰۰۵ با امضای توافق‌نامه جامع صلح به پایان رسید.